# الكسندر دياز
الكسندر دياز (بالإسبانية: Alexander Díaz) هو لاعب كرة قدم أرجنتيني في مركز الوسط، ولد في 22 مارس 2000 في نويفا دي خوليو في الأرجنتين. لعب مع نادي سان لورينزو.

## وصلات خارجية
- الكسندر دياز على موقع قاعدة بيانات كرة القدم.إي يو (الإنجليزية)
- الكسندر دياز على موقع Soccerway.com (الإنجليزية)